# Bikfaya

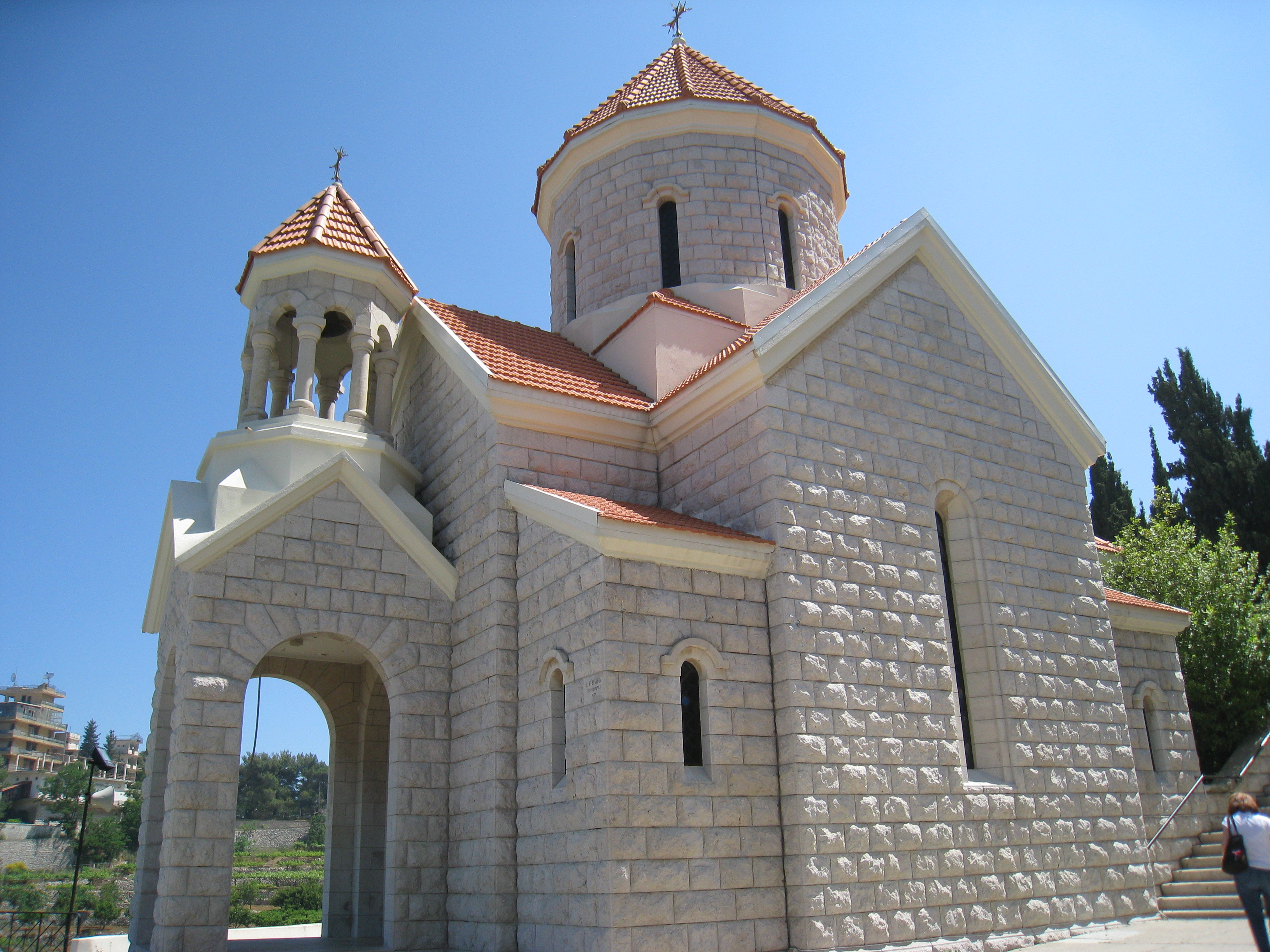
Muttergotteskirche (Surb Astvatsatsin) des armenischen Klosters

Bikfaya (arabisch بكفيا Bikfayā, DMG Bikfayyā) ist eine Stadt im libanesischen Distrikt al-Mitn im Gouvernement Libanonberg und liegt zwischen 900 und 1000 Metern über dem Meeresspiegel. Der Ort hat etwa 20.000 Bewohner, die verschiedenen christlichen Konfessionen angehören, darunter Maroniten, Armenisch-Apostolische und Griechisch-Orthodoxe. Der Ort liegt etwa 25 Kilometer von Beirut entfernt und ist wegen seiner Nähe zur Hauptstadt ein beliebtes Sommerdomizil. Der Ort verfügt über eine Heilquelle und lebt teilweise vom Tourismus.
Die Familie Gemayel kommt von hier. Pierre Gemayel, dem Gründer der Kata’ib, ist hier ein Denkmal gewidmet. Außerdem ist in dem Ort eine Gedenkstätte, welche an die Opfer des Völkermordes an den Armeniern erinnert. Die Skulptur erinnert an eine Frau, welche die Hände in Richtung Himmel streckt.
Der Ortsname ist wahrscheinlich aus dem aramäischen Wort für Bait Kefaya abgeleitet und bedeutet Steinernes Haus.
Alljährlich findet ein Blumenfest statt, das erstmals im Jahre 1934 auf Initiative von Maurice Gemayel veranstaltet wurde.
In dem Ort gibt es mehrere Kirchengebäude:
- Mar Abda (1587)
- Jesuitenresidenz (1833) mit Bildungs- und Exerzitienhaus sowie Wallfahrtskirche
- Das maronitische und griechisch-orthodoxe Kloster des Heiligen Elias Chwayya (1590)
- Das armenisch-apostolische Kloster, Sommersitz des Katholikat von Kilikien
- Kirche Maria Geburt
- Kirche des Heiligen Michael

## Persönlichkeiten
- Pierre Gemayel (1905–1984), Politiker
- Amin Gemayel (* 1942), Politiker und ehemaliger Staatspräsident des Libanon
- Walid Akl (1945–1997), französischer Pianist libanesischer Herkunft